# CJ 애덤스
CJ 애덤스(CJ Adams, 2000년 4월 6일 ~ )는 미국의 배우이다.

## 출연 작품
- 고질라 - 어린 포드 역 (에런 존슨 아역)